# Chigasaki Challenger
Il Chigasaki Challenger è stato un torneo professionistico di tennis giocato su campi in terra rossa. Faceva parte dell'ATP Challenger Series. L'unica edizione si è disputata a Chigasaki in Giappone.

## Albo d'oro

### Singolare
| Anno | Campione | Finalista        | Punteggio |
| ---- | -------- | ---------------- | --------- |
| 1982 | Tom Cain | Henrik Sundström | 6–4, 6–3  |

### Doppio
| Anno | Campioni                               | Finalisti                  | Punteggio |
| ---- | -------------------------------------- | -------------------------- | --------- |
| 1982 | Charles Buzz Strode Morris Skip Strode | Sashi Menon Walter Redondo | 6–3, 6–4  |